# Gabriele Heinz
Gabriele Heinz (* 1948 in Wien) ist eine deutsche Schauspielerin und Regisseurin.

## Leben
Gabriele Heinz ist die Tochter des Schauspielerehepaares Wolfgang Heinz und Erika Pelikowsky-Heinz. Nach dem Besuch der Alexander-von-Humboldt-Oberschule in Berlin-Spindlersfeld besuchte sie ab 1966 die Staatliche Schauspielschule Berlin, die sie 1970 absolvierte und an der sie seit 1977 als Gastdozentin tätig ist. Bis 1974 hatte sie ein Engagement am Schauspielhaus Karl-Marx-Stadt, um dann an das Deutsche Theater nach Berlin zu wechseln, dem sie immer noch angehört. 1989 war Gabriele Heinz eine der Ersten, die am neu gegründeten theater 89 mitwirkten.

## Theater

### Darsteller
- 1968: Johann Wolfgang von Goethe: Faust. Der Tragödie erster Teil – Regie: Wolfgang Heinz/Adolf Dresen (Deutsches Theater Berlin)
- 1969: Erwin Strittmatter: Katzgraben (Neubäuerin Kleinschmidt) – Regie: Piet Drescher/Hans-Georg Voigt (Berliner Arbeiter-Theater)
- 1970: Jewgeni Schwarz: Der nackte König (Gouvernante) – Regie: Heiner Möbius (Theater der Freundschaft)
- 1970: Francis Beaumont/John Fletcher: Der Ritter von der flammenden Mörserkeule – Regie: Eberhard Esche (Volksbühne Berlin – Probebühne)
- 1972: Sophokles: Antigone (Antigone) – Regie: Piet Drescher (Schauspielhaus Karl-Marx-Stadt)
- 1972: Bertolt Brecht: Der gute Mensch von Sezuan (Shen Te/Shui Ta) – Regie: Hartwig Albiro/Piet Drescher (Schauspielhaus Karl-Marx-Stadt)
- 1973: Volker Braun: Hinze und Kunze (Marlies)  – Regie: Piet Drescher (Schauspielhaus Karl-Marx-Stadt)
- 1973: Michail Roschtschin: Valentin und Valentina – Regie: Gerhard Meyer (Schauspielhaus Karl-Marx-Stadt)
- 1974: Seán O’Casey: Rote Rosen für mich (Sheila Moorneen) – Regie: Piet Drescher (Schauspielhaus Karl-Marx-Stadt)
- 1975: Peter Hacks: Adam und Eva (Eva) – Regie: Wolfgang Heinz (Deutsches Theater Berlin)
- 1975: Johann Wolfgang von Goethe: Torquato Tasso (Leonore von Sanvitale) – Regie: Friedo Solter (Deutsches Theater Berlin)
- 1976: Georg Hirschfeld: Pauline (Frau Sanitätsrat) – Regie: Alexander Lang (Deutsches Theater Berlin – Kammerspiele)
- 1976: Arnold Wesker: Tag für Tag (Jenny) – Regie: Horst Schönemann (Deutsches Theater Berlin – Kammerspiele)
- 1977: Maxim Gorki: Kinder der Sonne (Lisa) – Regie: Wolfgang Heinz (Deutsches Theater Berlin)
- 1978: Alexander Wampilow: Letzten Sommer in Tschulimsk (Apothekerin Sina Kaschkina) – Regie: Horst Schönemann (Deutsches Theater Berlin – Kammerspiele)
- 1982: Wolfgang Borchert: Draußen vor der Tür – Regie: Klaus Erforth/Alexander Stillmark (Deutsches Theater Berlin im Filmtheater am Friedrichshain)
- 1984: Anton Tschechow: Der Kirschgarten (Dunjascha) – Regie: Friedo Solter (Deutsches Theater Berlin)
- 1985: Brian Friel: Verlierer (Anna) – Regie: Johanna Clas (Deutsches Theater Berlin – Kammerspiele)
- 1985: Wladimir Majakowski: Das Schwitzbad – Regie: Friedo Solter (Deutsches Theater Berlin)
- 1986: Johann Wolfgang von Goethe: Egmont (Regentin) – Regie: Friedo Solter (Deutsches Theater Berlin)
- 1986: Augusto Boal: Mit der Faust ins offene Messer (Foguinho) – Regie: Carlos Medina (Deutsches Theater Berlin – Kammerspiele)
- 1989: Michael Frayn: Der nackte Wahnsinn (Belinda) – Regie: Hans-Joachim Frank (Das Ei Berlin)
- 1990: Eugène Ionesco: Die kahle Sängerin (Dienstmädchen) – Regie: Katja Paryla (Deutsches Theater Berlin)
- 1990: Georg Büchner: Woyzeck (Marie) – Regie: Hans-Joachim Frank (theater 89)
- 1991: William Shakespeare: Romeo und Julia – Regie: Hans-Joachim Frank (theater 89)
- 1991: William Shakespeare: Heinrich VI. (Kardinal Winchester) – Regie: Katja Paryla (Deutsches Theater Berlin – Kammerspiele)
- 1991: Heinrich von Kleist: Das Käthchen von Heilbronn – Regie: Thomas Langhoff (Deutsches Theater Berlin)
- 1992: Ramón del Valle-Inclán: Wunderworte – Regie: Armin Holz (Deutsches Theater Berlin)
- 1992: Jürgen Holtz: König Kacke – Regie: Hans-Joachim Frank (Das Ei Berlin)
- 1992: Oliver Bukowski: Das Lachen und das Streicheln des Kopfes (Ruth) – Regie: Hans-Joachim Frank (theater 89)
- 1993: Ödön von Horváth: Don Juan kommt aus dem Krieg (Witwe) – Regie: Michael Gruner (Deutsches Theater Berlin – Kammerspiele)
- 1993: August Strindberg: Der Pelikan (Köchin) – Regie: Johanna Schall (Deutsches Theater Berlin – Foyer)
- 1993: Marlene Streeruwitz: Elysian Park (Kelly) – Regie: Harald Clemen (Deutsches Theater Berlin – Kammerspiele)
- 1993: Pierre Corneille: Der Cid – Regie: Alexander Lang (Deutsches Theater Berlin)
- 1994: Christoph Hein nach Jakob Michael Reinhold Lenz: Der neue Menoza – Regie: Hans-Joachim Frank (theater 89)
- 1995: Ödön von Horváth: Geschichten aus dem Wienerwald – Regie: Thomas Langhoff (Deutsches Theater Berlin – Kammerspiele)
- 1996: Gerardjan Rijnders: Moffenblues – Regie: Gerardjan Rijnders (Deutsches Theater Berlin – Kammerspiele)
- 1996: Maxim Gorki: Die Letzten – Regie: Thomas Langhoff (Deutsches Theater Berlin – Kammerspiele)
- 1997: Botho Strauß: Ithaka – Regie: Thomas Langhoff (Deutsches Theater Berlin – Kammerspiele)
- 1998: Bertolt Brecht: Der Kaukasische Kreidekreis – Regie: Thomas Langhoff (Deutsches Theater Berlin)
- 1999: Maurice Maeterlinck: Der blaue Vogel – Regie: Thomas Ostermeier (Deutsches Theater Berlin)
- 2000: Torquato Tasso: Aminta – Regie: François-Michel Pesenti (Deutsches Theater Berlin – Kammerspiele)
- 2000: Friedrich Schiller: Don Karlos. Infant von Spanien – Regie: Amélie Niermeyer (Deutsches Theater Berlin)
- 2001: Anton Tschechow: Die Möwe (Polina Andreevna) – Regie: Thomas Langhoff (Deutsches Theater Berlin – Kammerspiele)
- 2004: Heinrich von Kleist: Die Hermannsschlacht – Regie: Tom Kühnel (Deutsches Theater Berlin)
- 2005: William Shakespeare: Der Kaufmann von Venedig – Regie: Tina Lanik (Deutsches Theater Berlin)
- 2008: Anton Tschechow: Onkel Wanja (Maria Wassilijewna Wojnizkaja) – Regie: Jürgen Gosch (Deutsches Theater Berlin)
- 2011: Gerhart Hauptmann: Die Weber (Frau Hilse) – Regie: Michael Thalheimer (Deutsches Theater Berlin)
- 2012: Max Frisch: Antwort aus der Stille – Regie: Frank Abt (Deutsches Theater Berlin)
- 2012: Marianna Salzmann: Muttersprache Mameloschn (Lin) – Regie: Brit Bartkowiak (Deutsches Theater Berlin)
- 2015: Anne Jelena Schulte: Wodka-Käfer (Rike / Emma S. / Mark) – Regie: Brit Bartkowiak (Deutsches Theater Berlin)
- 2016: Alfred Döblin: Berlin Alexanderplatz (Benjamin) – Regie: Sebastian Hartmann (Deutsches Theater Berlin)

### Regie
- 1987: Athol Fugard: Aloen – Regie mit Eberhard Kirchberg (Schauspielhaus Karl-Marx-Stadt)
- 1989: Jörg-Michael Koerbl: Die Eine und die Andere – Regie mit Walfriede Schmitt (Volksbühne Berlin – Theater im 3. Stock)
- 1990: Marieluise Fleißer: Der Tiefseefisch (theater 89)
- 1997: Wladimir Majakowski: Wladimir Majakowski Tragödie (theater 89)
- 1991: Samuel Beckett: Warten auf Godot (theater 89)
- 2005: Alexander Galin: Casting in Kursk (theater 89)
- 2012: Christoph Hein: Tilla (Deutsches Theater Berlin – Kammerspiele)

## Film
- 1976: Frau Jenny Treibel (Fernsehfilm)
- 1980: Solo für Martina (Fernsehfilm)
- 1981: Furcht und Elend des Dritten Reiches (Fernsehfilm)
- 1985: Torquato Tasso (Theateraufzeichnung)

## Hörspiele
- 1973: Bertolt Brecht: Das Leben des Galilei – Regie: Fritz Göhler (Hörspiel – Rundfunk der DDR)
- 1973: Fritz Bohne/Gerhard Bengsch: Adam und Eva (Dr. Vera Bunge) – Regie: Walter Niklaus (Hörspiel, 4 Teile – Rundfunk der DDR)
- 1977: Johann Wolfgang von Goethe: Torquato Tasso – Regie: Friedo Solter (Hörspiel – Litera)
- 1979: Gotthold Ephraim Lessing: Dero ergebenster Lessing (Eloise) – Regie: Werner Grunow (Feature – Rundfunk der DDR)
- 1980: Hans Siebe: Der Vetter aus Frankfurt (Twiggy) – Regie: Fritz-Ernst Fechner (Kriminalhörspiel aus der Reihe: Tatbestand – Rundfunk der DDR)
- 1980: Friedrich Schiller: Maria Stuart (Elisabeth) – Regie: Werner Grunow (Hörspiel – Rundfunk der DDR)
- 1980: Ion Serban: Ein Zahn zu viel (Ileana) – Regie: Edith Schorn (Hörspiel – Rundfunk der DDR)
- 1981: Fred Wander: Josua lässt grüßen (Phillis) – Regie: Barbara Plensat (Hörspiel – Rundfunk der DDR)
- 1982: Martine Monod: Die Wolke (Schwester Evans) – Regie: Werner Grunow (Hörspiel – Rundfunk der DDR)
- 1984: Charles Perrault: Riquet und Mirabelle (Königin, am Hof Prinz Riquets) – Regie: Karin Lorenz (Kinderhörspiel – Litera)
- 1986: Friedrich Hölderlin: Empedokles (Panthea) – Regie: Fritz Göhler (Kurzhörspiel – Rundfunk der DDR)
- 1987: Theodor Storm: Die Regentrude (Frau Trude) – Regie: Jürgen Schmidt (Kinderhörspiel – Litera)
- 2010: Rachel van Kooij: Klaras Kiste (Oma) – Regie: Götz Naleppa (Kinderhörspiel – DLF)

## Synchronisationen
| Film                        | Jahr | Rolle               | Darsteller    |
| --------------------------- | ---- | ------------------- | ------------- |
| Das Tagebuch der Anne Frank | 1980 | Petronella van Daan | Doris Roberts |

## Auszeichnungen
- 1997: Preisträger des Impulse Theater Festivals für die Inszenierung von Wladimir Majakowski Tragödie